# Інуїтська мова
Інуїтська мова — ескімосько-алеутська мова, поширена на півночі Америки у вигляді п'яти діалектів: ґренландського, інуїннактунського, інуктитутського, інупіакського та інувіалуктунського.

Канадське складове письмо та його відповідність латинським літерам

На письмі в Ґренландії використовують латинку, реформовану 1973 року через зміни у вимові (до цієї реформи вона була схожою на лабрадорську). В Канаді паралельно з латинкою застосовують канадське складове письмо. Юпікські мови Сибіру використовують кирилицю. 